# Synchronoptische Weltgeschichte

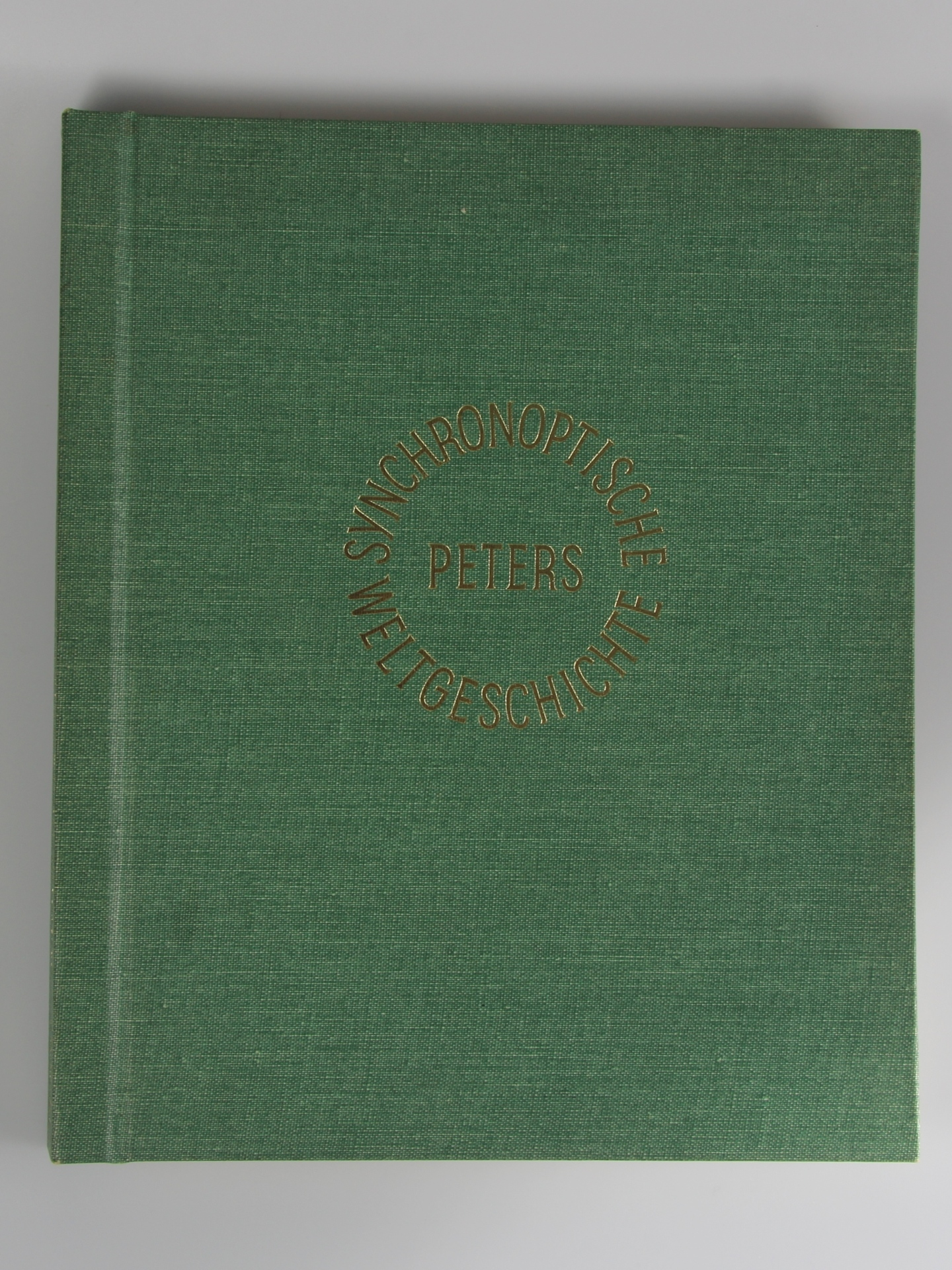
Peters Synchronoptische Weltgeschichte

Die Synchronoptische Weltgeschichte von Arno und Anneliese Peters ist eine synchronistische Sonderform des Geschichtsatlas in der Tradition der synchronistischen Tabellen des 18. Jahrhunderts. Die auf Balkendiagrammen über dezimalem Streifenfeld basierenden Tabellen erschienen erstmals 1952. Im Jahr 1962 folgte eine von Robert Minder übersetzte französische Ausgabe. 1970 folgte die um die Vorgeschichte erweiterte zweibändige „Große Synchronoptische Weltgeschichte“.
Der Zeitatlas stellt zeitgleich (synchron-) auf einen Blick (-optisch) die Geschichte der menschlichen Zivilisation dar. Peters legte besonderen Wert darauf, sich dabei nicht einseitig auf die europäische Zivilisation oder auf militärische und politische Ereignisse zu konzentrieren.
Der Überblick umfasst den Zeitraum vom 30. Jahrhundert v. Chr. bis zum 20. Jahrhundert n. Chr. Die Darstellung ist quasi tabellarisch angelegt; jeweils 100 Jahre pro Doppelseite und je ein Jahr pro Spalte werden im Überblick aufgezeigt. Die Darstellung im Zeitatlas ist wie folgt organisiert:
- Als Überschrift des Jahrhunderts steht eine Angabe über die Grundtendenzen und über die hervorragenden Geschehnisse.
- In den folgenden beiden Zeilen werden die wichtigsten Ereignisse aus Wirtschaft und Geistesleben dargestellt. Peters differenziert hier weiter:
  - Den Bereich Wirtschaft in Technik, Naturwissenschaften, Entdeckungen, und Gemeinschaftsleben
  - Den Bereich Geistesleben in Kunst, Dichtung, Philosophie, Recht und Städtebau
- In der Mitte sind Lebenslinien zeitgeschichtlicher Persönlichkeiten aus den Bereichen Wirtschaft, Geistesleben, Religion und Politik dargestellt.
- In den letzten beiden Zeilen stehen Fakten aus den Bereichen
  - Politik (Staatswesen, Gesellschaftsordnung) und
  - Kriege oder Revolutionen (Aufstände, Bürgerkriege).

Der Grundband (Zeitatlas) wird ergänzt durch den Indexband, ein alphabetisch geordnetes Register.
Er vertieft die einzelnen Themen anhand von Begriffen, Orten, Staaten, Personen, Epochen und Ereignissen. Farbige Schrift schafft indirekte Verweise zwischen dem historischen Zusammenhang im Grundband und den Details im Indexband.

## Kritik
Nach dem Erscheinen wurde Kritik an dem Werk laut. Der Vorwurf lautete, dass der bekennende Sozialist Peters die Geschichtsschreibung sozialistischen Ideen angepasst hätte. So schrieb das Nachrichtenmagazin Der Spiegel: „Die sozialistische Geisteshaltung, die Peters nie geleugnet hat […], musste seine Geschichtsdarstellung anti-dynastisch, anti-kapitalistisch und anti-klerikal ausfallen lassen.“
Mit der Schrift Die  Synchronoptische Frage verteidigte Alexander  Graf  Schenk  von  Stauffenberg das Buch.

## Ausgaben
- Arno Peters, Anneliese Peters: Synchronoptische Weltgeschichte. Universum, Frankfurt am Main 1952
- Arno Peters: Synchronoptische Weltgeschichte. 2 Bände. Zweitausendeins, Frankfurt am Main 2000, ISBN 3-86150-370-0
- Hans-Rudolf Behrendt, Thomas Burch, Martin Weinmann: Der Digitale Peters. DVD-ROM. Zweitausendeins, Frankfurt am Main 2010, ISBN 978-3-86150-833-5